# 印度领角鸮
印度领角鸮（学名：Otus bakkamoena），角鴞屬的一种。

## 生态环境
夜間活動，鬆散的翅膀邊緣使牠飛行快速無聲，會站在顯眼的地方，好奇心強，並不怕人(這點有爭議）

## 分布地域
印度、巴基斯坦、尼泊爾等國的喜馬拉雅山脈以南地區及中國南部。

## 特征
身长23cm，偏灰或偏褐色，具明显耳羽簇及特征性的浅沙色颈圈。上体偏灰或沙褐，并多具黑色及皮黄色的杂纹或斑块；下体皮黄色，条纹黑色。虹膜－深褐；喙－黄色；脚－污黄，頭上兩搓毛會伸縮。叫声-轻柔的wheoo声，每次分隔約10秒。

## 食物
昆蟲及小型哺乳類動物。
生肉且須帶骨，否則易因缺乏鈣質造成無法站立。

## 繁殖
會用喜鵲的舊巢，亦會利用樹洞及人工巢箱，繁殖期為3-5月。
過去是中醫師給風濕和肺結核病人藥方的主要成分。

## 外部連結
- BirdLife International. . 2008  [May 15, 2009].[]